# Покахонтас (Іллінойс)
Покахонтас (англ. Pocahontas) — селище (англ. village) в США, в окрузі Бонд штату Іллінойс. Населення — 697 осіб (2020).

## Географія
Покахонтас розташований за координатами 38°49′28″ пн. ш. 89°32′20″ зх. д. / 38.82444° пн. ш. 89.53889° зх. д. (38.824456, -89.538853).  За даними Бюро перепису населення США в 2010 році селище мало площу 2,00 км², з яких 1,95 км² — суходіл та 0,06 км² — водойми.

## Демографія
Згідно з переписом 2010 року, у селищі мешкали 784 особи в 312 домогосподарствах у складі 198 родин. Густота населення становила 392 особи/км².  Було 343 помешкання (171/км²).
Расовий склад населення:
| - 99,0 % — білих - 0,1 % — чорних або афроамериканців - 0,1 % — азіатів |

До двох чи більше рас належало 0,8 %. Частка іспаномовних становила 0,5 % від усіх жителів.
За віковим діапазоном населення розподілялося таким чином: 26,5 % — особи молодші 18 років, 60,4 % — особи у віці 18—64 років, 13,1 % — особи у віці 65 років та старші. Медіана віку мешканця становила 36,5 року. На 100 осіб жіночої статі у селищі припадало 102,6 чоловіків;  на 100 жінок у віці від 18 років та старших — 98,6 чоловіків також старших 18 років.
Середній дохід на одне домашнє господарство  становив 43 390 доларів США (медіана — 39 053), а середній дохід на одну сім'ю — 51 474 долари (медіана — 45 375). За межею бідності перебувало 15,2 % осіб, у тому числі 24,5 % дітей у віці до 18 років та 3,3 % осіб у віці 65 років та старших.
Цивільне працевлаштоване населення становило 279 осіб. Основні галузі зайнятості: виробництво — 31,5 %, освіта, охорона здоров'я та соціальна допомога — 18,3 %, будівництво — 10,4 %, роздрібна торгівля — 8,6 %.